# Umbonium costatum
Umbonium costatum is een slakkensoort uit de familie van de Trochidae. De wetenschappelijke naam van de soort werd voor het eerst geldig gepubliceerd in 1839 door Kiener als Rotella costata.